# Cratere Johanna
Johanna  è un cratere sulla superficie di Venere.